# Tatra K3R-NT
Tatra K3R-NT — трамвай производства ЧКД. Является модернизацией трамваев Tatra T3 или Tatra K2. Трамваи создавались в нескольких модификациях: KT3UA, Tatra KT3R, Tatra K3R-N и Tatra K3R-NT. Трамваи эксплуатируются в Брно, Пльзени, Москве, Киеве и Кривом Роге.

## Конструкция
Трамвайный вагон типа KT3 — восьмиосный, трёхсекционный трамвайный вагон. Трамвайные вагоны могут эксплуатироваться как в одновагонном исполнении, так и объединяться в двухвагонные поезда, управляемые с одного поста по системе многих единиц.
У вагона имеется две внешних и две внутренних тележки, отличающихся лишь исполнением люльки и посадкой кузова вагона. Тележки двухмоторные с вдоль помещёнными двигателями, каждый двигатель с помощью карданного вала соединён с осевым редуктором. У тяговых двигателей имеются собственные нагнетающие вентиляторы, охлаждающий воздух насасывается из боковины вагона. Рессорное подвешивание из витых стальных пружин с резиновыми концевыми упорами дополнено гидравлическими амортизаторами, помещёнными между люлькой и продольными балками.
Редукторы двухступенчатые, снабжённые цилиндрической и конической зубчатой передачей. Составной частью тележки является механический дисковый тормоз, расположенный на валу двигателя и электромагнитный рельсовый тормоз. Колея: 1435 мм, 1524 мм.
КТ3 создан на основе К2 и Т3 , имеет 3 секции и 5 дверей по одну сторону, имеется низкопольная секция для маломобильных . Всего построено 25 экземпляров , 4 с оригинальными буферными фонарями которые достались в наследство от Т3

## Эксплуатация

### Киев

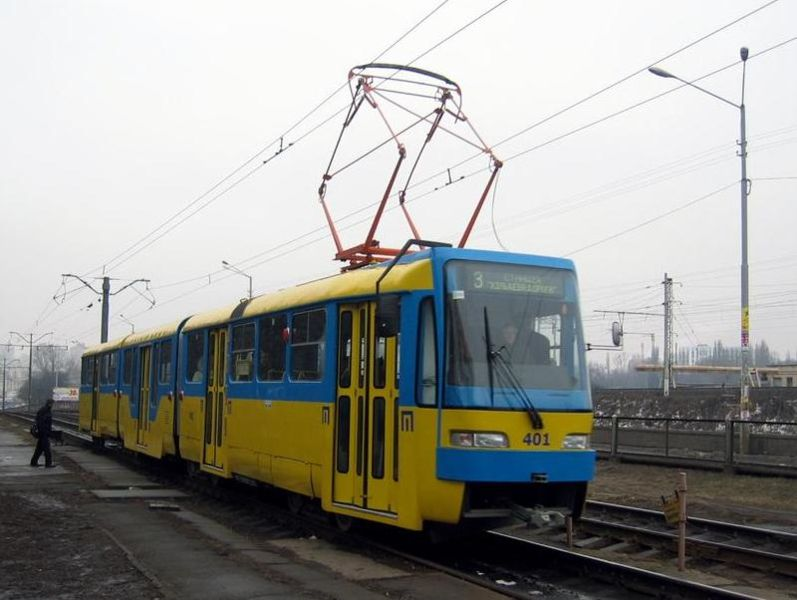
Вагон КТ3 в Киеве

Поступали в Киев. С 2004 по 2012 всего поступило 14 вагонов.
1. 401, построен в 2004 году работает на маршрутах Скоростного трамвая;
2. 402, построен в 2008 году, работает на маршрутах Дарницкого депо;
3. 403, построен в 2009 году (сгорел)[1];
4. 404, построен в 2009 году, работает на маршрутах Дарницкого депо;
5. 405, построен в 2009 году, работает на маршрутах Дарницкого депо;
6. 406, построен в 2009 году, работает на маршрутах Скоростного трамвая;
7. 407, построен в 2009 году, работает на маршрутах Скоростного трамвая;
8. 408, построен в 2010 году, работает на маршрутах Дарницкого депо;
9. 409, построен в 2010 году, работает на маршрутах Скоростного трамвая;
10. 410, построен в 2011 году, работает на маршрутах Скоростного трамвая;
11. 411, построен в 2011 году, работает на маршрутах Дарницкого депо;
12. 412, построен в 2011 году, работает на маршрутах Скоростного трамвая;
13. 413, построен в 2012 году, работает на маршрутах Скоростного трамвая;
14. 414, построен в 2012 году, работает на маршрутах Дарницкого депо.

В 2018—2019 году из депо имени Шевченко было передано в Дарницкое депо 6 трамваев КТ3.

### Пльзень
В Пльзень было поставлено 4 вагона. Все вагоны работают в депо Slovany.
1. 311-314, построены в 2006 году, все вагоны в рабочем состоянии, модернизация трамваев Tatra T3.

### Брно
В Брно поставлено 4 вагона, модернизация трамваев Tatra K2 и Tatra T3.
1. 1751-1752, модернизация трамваев K2;
2. 1753-1754, модернизация трамваев T3.

### Кривой Рог
Было поставлено 2 вагона КТ3UA.
1. 067, построен в 2005 году, работает на маршруте СТ2 Криворожского метротрамвая;
2. 068, построен в 2009 году, работает на маршруте СТ2 Криворожского метротрамвая.

### Москва
KT3R («Кобра») (№ 30699, депо им. Апакова) — собран на ТРЗ на базе двух кузовов T3 (поставленных из Чехии), имеет 2 узла сочленения и среднюю низкопольную секцию. Трамвай построен в 2007 году.
1. 0255, проходил испытания, позже был перенумерован в 2255;
2. 2255, после смены номера 17 мая 2008 года вышел на маршрут 17, позже поменял номер на 2300;
3. 2300;
4. 30699, нынешний номер, сейчас трамвай находится в музее.